# Elisheva Engel
 (octobre 2009).
Si vous disposez d'ouvrages ou d'articles de référence ou si vous connaissez des sites web de qualité traitant du thème abordé ici, merci de compléter l'article en donnant les références utiles à sa vérifiabilité et en les liant à la section « Notes et références ».
Elisheva Engel, née en Israël en 1949, est une sculptrice d'œuvres figuratives en bronze. Elle est de nationalités néerlandaise et suisse.

## Biographie
En 1973 elle obtient un diplôme en graphisme, spécialité dessin animé, de la Gerrit Rietveld Academie à Amsterdam. Elle s’établit en Suisse en 1975. C’est en 1981 qu’elle obtient un diplôme de sculpteur de l’École supérieure d'art visuel (ESAV devenue HEAD en 2006) à Genève.
En 1982 elle est engagée par le département de l'Instruction Publique du Canton de Genève (DIP), pour y enseigner l'art visuel aux enfants de primaire. Elle fut également active dans le programme « l’Art et les Enfants » au musée d'art moderne Contemporain (MAMCO) de Genève, et cela jusqu'en 2011.
Maintenant libérée de ses obligations professionnelles, elle a pu relancer ses créations avec "L'âme de la banquise"...

## Œuvre
Une sélection :
- 1980 : Le Bouquet de Fiore (1 personnage, bronze, sur socle de pierre)
- 1981 : Le Cycliste (5 personnages et vélos, bronze)
- 1983 : Le Saute-mouton (2 personnages, bronze)
- 1984 : La Plongeuse (3 personnages, bronze, 1 socle marbre bleu)
- 1985 : Le Drapeau (1 personnage, bronze)
- 1986 : Les Pique-niqueurs du dimanche (polyester peint), exposé à la Fondation Gianadda de Martigny[5]
- 1987 : La Génération (5 personnages, bronze, sur socle de granit noir) - La Photo (1 main et 5 personnages, bronze et plexiglas)
- 1990 : L'Observation (2 personnages, bronze, sur socle bronze)
- 1993 : Le Miroir Engel (1 cadre bronze, 1 miroir fumé)
- 1994 : Fidèles au poste (2 personnages, bronze ; socle pierre sur tiges de fer)
- 1996 : Les Phoques (10 phoques, bronze)
- 1998 : Joséphine (1 personnage sur une vague, bronze) - La Paranoïa (2 personnages sur 12 piliers, bronze)
- 1999 : L'Utopie du travail (2 personnages, bronze, sur 8 pavés)[6] - La Transplantation d'organes (3 personnages + 3 formes géométriques, bronze ; sur socles en bois)
- 2000 : Manja avec les boucles d'oreilles (1 buste, bronze ; 1 socle en bois ; 2 boucles d’oreilles) - Le Vent sur la plage (2 personnages et socles, bronze)
- 2001 : La Pêche perdue (4 personnages et socles, bronze)
- 2002 : Le Changement de décor (1 personnage, bronze ; décor, bronze) - L'Âme brisée (1 personnage, bronze) - La Boîte de Pandore (1 personnage, bronze)
- 2003 : La Place des élus (2 sculptures, bronze) - Dialogue de charlatan (1 personnage, plâtre peint) - La Symétrie rotatoire (2 personnages, plâtre peint)
- 2004 : L'Établissement (2 personnages, plâtre peint)
- 2012 : L'âme de la banquise (Ourson réalisé pour le défi "icebear2012" de Didier Bovard[7])

## Expositions
- 1981 :
  - Expositions de sculptures aux Halles de l'Ile (Genève Suisse).
  - Expositions de sculptures à L'Atelier, Placette-Manor (Genève, Suisse).
  - Expositions de sculptures à la Première Triennale des jeunes peintres et sculpteurs de Suisse Romande (Yverdon, Suisse).
  - Participation au concours de sculptures du Collège du Bois-Caran (Genève, Suisse).
- 1983 :
  - Participation au concours restreint de sculptures de l'École Ferdinand Hodler (Genève Suisse).
  - Participation au concours restreint de sculptures de la Bibliothèque municipale (Rue du Môle, Genève Suisse).
- 1984 : Présentation d'un projet de sculpture pour la Place de la Navigation (Genève, Suisse).
- 1985 : Réalisation de la maquette en trois dimensions Le Dra-Peau (Genève, Suisse).
- 1986 :
  - Réalisation de la maquette en trois dimensions et de la version grandeur nature des "Pique-Niqueurs du Dimanche" (Genève, Suisse).
  - Participation à l'exposition de sculptures Repères, le Valais accueille 58 artistes (Martigny, Suisse).
  - Réalisation de la maquette en trois dimensions « La Photo », ainsi que d’un dossier (Genève Suisse).
  - Participation à l'exposition de sculptures « Hier und Jetzt », Wil (Suisse).
- 1987 :
  - Participation à l'exposition de sculptures organisée par la Commune de Meyrin au CERN (Genève, Suisse).
  - Exposition de sculptures à la Bourse Fédérale des Beaux-Arts, (Montreux, Suisse).
  - Exposition personnelle de sculptures au Musée cantonal des Beaux-Arts (Grange à l'Evêque, Sion, Suisse).
- 1989 : Triennale des Peintres et Sculpteurs, piscine du Grand-Lancy, (Genève, Suisse).
- 1990 : Exposition collective de sculptures Iragna Viva (Tessin, Suisse).
- 1995 : Triennale des Peintres et Sculpteurs, (piscine du Grand-Lancy, Genève, Suisse).
- 2000 : Coulage & Exposition de 25 sculptures en bronze à Pietrasanta (Italie).
- 2003 : Exposition à la galerie M.P. Visser à Heusden (Pays Bas).
- 2005 : Villa du Jardin-Alpin - SSBART  (Meyrin Suisse)[8].
- 2007 : Exposition personnelle au manoir de Cologny (Suisse).
- 2010 : Exposition collective de sculptures Quid Novi au château de Gaillard (France 74)[9]
- 2012 : Exposition Quadriennale de Lancy, piscine du Grand-Lancy, (Genève, Suisse)[10]